# ФК Атлетико (Мадрид)
Клуб Атлетико де Мадрид (на испански: Club Atlético de Madrid), познат най-вече като Атлетико Мадрид (на испански: Atlético de Madrid) или само Атлетико (на испански: Atlético) е испански футболен клуб от Мадрид. Създаден е на 26 април 1903 г. Едно от прозвището на тима е „дюшекчиите“, тъй като цветовете на екипите им напомняли за старовремските матраци, които били покривани с червени и бели райета.
През сезон 1995/96 в състава на Атлетико Мадрид играе Любослав Пенев като клубът става шампион и печели Купата на краля. Пенев е най-добрият реализатор на отбора вкарвайки 22 гола в 44 мача. Също така в Атлетико през сезон 2006/2007 игра българинът Мартин Петров.

## История
Атлетико Мадрид е основан на 26 април 1903 г. под името Athletic Club de Madrid (Атлетичен клуб Мадрид) от трима баски студенти, живеещи в Мадрид. През 1928 г. отборът е поканен да се присъедини към Примера Дивисион. След 2 сезона обаче Атлетико изпада в Сегунда Дивисион.
Започването на Гражданската война в Испания отменя за определен период футболната дейност на клубовете. През 1939 г., когато първенството е възстановено, Атлетико е изгубил 8 играчи във войната.
Тимът получава място в Примера Дивисион през сезон 1939/40 като заместник на Овиедо, чийто стадион е разрушен във войната. През този сезон отборът печели първата си титла в шампионата на Испания. Шест години по-късно побеждават Реал Мадрид с 5:0, което е най-голямата им победа над градския съперник.
Под ръководството на Еленио Ерера Атлетико печели титлата в Примера Дивисион през 1950 и 1951 г. Най-добрите години за Атлетико съвпадат с тези на градския съперник Реал Мадрид. Между 1961 и 1980 г. Реал Мадрид доминират в Испания, като печелят шампионата 14 пъти. През това време единствената заплаха идваща от страна на Атлетико е спечелването на титлата през 1966, 1970, 1973 и 1977 г.
През 1973 г. Атлетико подписва с аржентинския треньор Хуан Карлос Лоренцо. Под негово ръководство отборът печели Примера Дивисион и достига до финал за КЕШ през сезон 1973/74, който губи от Байерн Мюнхен.
Скоро след тази загуба като треньор на клуба пристига Луис Арагонес, с който Атлетико печели Купата на Краля през 1976 г. и Примера Дивисион през 1977 г. Под ръководството на Арагонес отборът печели Купата на Краля и Суперкупата на Испания през 1985 г.
През 1987 г. президент на клуба става Хесус Хил. Новият президент си спечелва репутацията на безкомпромисен ръководител – той наема и уволнява много треньори, за да постигне целите на отбора, който не е печелил титлата в Испания повече от 10 години.
През сезон 1995/96, под ръководството на Радомир Антич – заветната цел най-после е постигната, като отборът печели дубъл – титлата в Примера Дивисион и Купата на Краля.
Преди смъртта на Хесус Хил през 2004 г., за президент е избран Енрике Сересо. Той привлича в отбора играчи като португалците Коштиня и Маниш и аржентинецът Серхио Агуеро. Въпреки многото пари за трансфери обаче, отборът не успява да спечели голям трофей.
През сезон 2009/10 Атлетико стига до първа купа от 15 години насам, завоювайки лелеян евротрофей. „Рохибланкос“ са първият отбор, който вдига купата от Лига Европа, надвивайки след продължения английския Фулъм.

## Състав

### Настоящ състав
Към 11 август 2025 г.

## Успехи
- Примера Дивисион
  -  Шампион (11): 1939/40, 1940/41, 1949/50, 1950/51, 1965/66, 1969/70, 1972/73, 1976/77, 1995/96, 2013/14, 2020/21
  -  Вицешампион (10): 1943/44, 1957/58, 1960/61, 1962/63, 1964/65, 1973/74, 1984/85, 1990/91, 2017/18, 2018/19
  -  Трето място (18): 1941/42, 1944/45, 1946/47, 1947/48, 1961/62, 1970/71, 1975/76, 1978/79, 1980/81, 1982/83, 1987/88, 1991/92, 2012/13, 2014/15, 2015/16, 2016/17, 2019/20, 2022/23

- Купа на Краля
  -  Носител (10): 1959/60, 1960/61, 1964/65, 1971/72, 1975/76, 1984/85, 1990/91, 1991/92, 1995/96, 2012/13
  -  Финалист (9): 1920/21, 1925/26, 1955/56, 1963/64, 1974/75, 1986-/87, 1998/99, 1999/00, 2009/2010
- Купа на лигата
  -  Финалист (2): 1983/84, 1984/85

- Суперкупа на Испания
  -  Носител (2): 1985, 2014
  -  Финалист (5): 1991, 1992, 1996, 2013, 2019

- Купа Ева Дуарте
  -  Носител (2): 1940, 1951
  -  Финалист: 1950

- Сегунда
  -  Шампион: 2001/02

- Регионале шампионат/Трофей Манкомунадо
  -  Шампион (4): 1920/21, 1924/25, 1927/28, 1939/40
  -  Финалист (13): 1908/09, 1912/13, 1913/14, 1916/17, 1917/18, 1919/20, 1921/22, 1922/23, 1925/26, 1926/27, 1928/29, 1930/31, 1933/34

- Campeonato del Centro
  -  Носител (4): 1920/21, 1924/25, 1927/28, 1939/40

Международни:
- Шампионска лига (КЕШ):
  -  Финалист (3): 1973/74, 2013/14, 2015/16

- Лига Европа
  -  Носител (3): 2009/2010, 2011/2012, 2017/2018

- Купа на носителите на купи (КНК):
  -  Носител (1): 1961/62
  -  Финалист (2): 1962/63, 1985/86

- Интертото:
  -  Носител (1): 2007
  -  Финалист (1): 2004

- Суперкупа на Европа
  -  Носител (3): 2010, 2012, 2018

- Междуконтинентална купа:
  -  Носител (1): 1974

- Малка Световна купа
  -  Финалист (1): 1965

- Латинска купа
  -  Финалист (2): 1950, 1951

- 'Иберийска купа'
  -  Носител (1): 1991

- Ауди къп:
  -  Носител (1): 2017

## Известни личности

### Известни бивши футболисти
- Фернандо Торес
- Серхио Агуеро
- Мартин Петров: 2005/07 - (49 мача - 3 гола)
- Любослав Пенев
- Антоан Гризман
- Алемао
- Жуниньо Паулища
- Бернд Шустер
- Луис Арагонес
- Маноло Санчес
- Хосе Молина
- Кристиан Виери
- Деметрио Албертини
- Кристиан Абиати
- Диего Симеоне
- Хосе Луис Каминеро
- Хосе Антонио Рейес
- Хосе Мари
- Кико
- Хуан Карлос Валерон
- Донато
- Рубен Бараха
- Луис Гарсия
- Роберто Лопес Уфарте
- Радек Бейбъл
- Милинко Пантич
- Владимир Югович
- Матея Кежман
- Адолфо Валенсия
- Демис Николаидис
- Уго Санчес
- Луис Гарсия
- Кики Мусампа
- Джими Флойд Хаселбанк
- Карлос Гамара
- Кощиня
- Дани
- Пауло Футре
- Маниш
- Шимао Саброса
- Козмин Контра
- Игор Доброволски
- Диего Форлан
- Радамел Фалкао
- Лусиано Вието
- Марио Манджукич
- Филипе Луиш
- Джаксън Мартинес

### Бивши треньори
- Рикардо Замора
- Хеленио Херера
- Луис Арагонес
- Сезар Луис Меноти
- Рон Аткинсън
- Хавиер Клементе
- Томислав Ивич
- Омар Пасториза
- Франсиско Матурана
- Алфио Базиле
- Мъри Стоилов
- Ариго Саки
- Клаудио Раниери
- Карлос Алонсо Пеня
- Карлос Бианки
- Хавиер Агире

## Български футболисти
- Любослав Пенев: 1995/96 - (44 мача - 32 гола)